# Мария фон Вюртемберг (1496 – 1541)
Мария фон Вюртемберг (на немски: Maria von Württemberg; * 15 юли 1496, замък Хоенурах, Урах; † 28 декември 1541, Волфенбютел) от род Дом Вюртемберг, e графиня от Вюртемберг и чрез женитба херцогиня на Херцогство Брауншвайг-Люнебург и княгиня на Брауншвайг-Волфенбютел.

## Живот
Дъщеря е на граф Хайнрих фон Вюртемберг (1448 – 1519) и втората му съпруга графиня Ева фон Салм († 1521), дъщеря на граф Йохан V фон Салм († 1485) и Маргарета фон Зирк († 1520).
Мария се сгодява на 23 август 1510 г. и се омъжва на 18 февруари 1515 г. в Урах за херцог Хайнрих II от Брауншвайг-Волфенбютел (1489 – 1568) от род Велфи (Среден Дом Брауншвайг).
Тя умира на 28 декември 1541 г. във Волфенбютел на 45 години и е погребана в манастир Щетербург. След нейната смърт Хайнрих II се жени през 1556 г. за София Ягелонка (1522 – 1575), дъщеря на крал Зигмунт I от Полша. Хайнрих II има дългогодишна тайна връзка с дворцовата дама на съпругата му, Ева фон Трот (1506 – 1567).

## Деца
Мария и Хайнрих II имат децата:
- Маргарета (1516 – 1580)

∞ 1561 херцог Йохан фон Мюнстерберг-Оелс (1509 – 1565)
- Андреас (* 1517, † млад)
- Катарина (1518 – 1574)

∞ 1537 маркграф Йохан фон Бранденбург-Кюстрин (1513 – 1571)
- Мария (1521 – 1539), абатиса на Гандерсхайм
- Карл Виктор (1525 – 1553), убит в битката при Зиверсхаузен
- Филип Магнус (1527 – 1553), убит в битката при Зиверсхаузен
- Юулиус (1528 – 1589), херцог на Брауншвайг-Волфенбютел

∞ 1560 принцеса Хедвиг фон Бранденбург (1540 – 1602)
- Хайнрих († млад)
- Йохан († млад)
- Йоахим († млад)
- Клара (1532 – 1595), абатиса на Гандерсхайм 1539 – 1547

∞ 1560 херцог Филип II фон Брауншвайг-Грубенхаген (1533 – 1596)